# Варела, Элио
Э́лио Са́ндру Оливе́йра А́лвеш Варе́ла (порт. Hélio Sandro Oliveira Alves Varela; род. 3 мая 2002, Алмада) — кабо-вердианский футболист, нападающий клуба «Гент» и сборной Кабо-Верде.

## Клубная карьера
Варела — воспитанник клубов «Монте Капариша», «Чарнека Капариша», «Витория Сетубал» и «Кова да Пиедад». В 2020 году Элио стал игроком команды «Амора». В том же году он дебютировал за основной состав. В 2021 году Элио выступал за «Сентренсе». Летом 2022 года Варела перешёл в «Портимоненсе». 12 августа 2023 года в матче против «Жил Висенте» он дебютировал в Сангриш лиге. 26 августа в поединке против «Ароки» Элио забил свой первый гол за «Портимоненсе».

## Международная карьера
12 октября 2023 года в товарищеском матче против сборной Алжира Варела дебютировал за сборную Кабо-Верде.
Варела был включён в состав сборной на Кубок африканских наций 2023, но отказался от участия в турнире, чтобы сосредоточиться на своём клубе.